# Armie Hammer
Pour les articles homonymes, voir Hammer.
Armand Douglas Hammer, dit Armie Hammer, né le 28 août 1986 à Los Angeles (Californie), est un acteur américain.
Il était considéré comme une figure montante d'Hollywood dans les années 2010, mais sa carrière s'interrompt en 2021, lorsqu'il est accusé de viol par plusieurs de ses ex-compagnes. En 2023, ces poursuites ont été abandonnées, faute de preuves suffisantes.

## Biographie

### Naissance et ascendance
Armand « Armie » Douglas Hammer est né à Los Angeles le 28 août 1986. Il est le fils de l'homme d'affaires Michael Armand Hammer et de Dru Ann Mobley, agent de crédit. En outre, il est l'arrière-petit-fils du magnat du pétrole, philanthrope et collectionneur d'art Armand Hammer.

### Débuts et seconds rôles (années 2000)
Armie Hammer commence sa carrière d'acteur en 2005 dans un épisode de la série Arrested Development dans lequel il joue un étudiant. Il apparaît dans un épisode de Veronica Mars en 2006. Il se fait ensuite remarquer pour son rôle dans la saison 4 de Desperate Housewives en 2007, puis surtout pour son rôle dans la série Le Diable et moi (2009).
Mais c'est véritablement sa double interprétation des jumeaux Winklevoss dans le drame de David Fincher, The Social Network, sorti en 2010, qui le révèle au monde entier.
En 2011, il prête ses traits à un autre personnage réel, celui de Clyde Tolson dans J. Edgar, biopic de Clint Eastwood dédié au parcours du chef du FBI, J. Edgar Hoover, incarné par Leonardo DiCaprio.
En 2012, il interprète le prince Andrew Alcott dans la grosse production Blanche-Neige, aux côtés de la star Julia Roberts et la jeune Lily Collins. Le film est néanmoins éclipsé par une autre adaptation du conte éponyme, le blockbuster fantastique Blanche-Neige et le Chasseur, mené par Chris Hemsworth, Kristen Stewart et Charlize Theron, dont le succès est tel qu'une suite est immédiatement annoncée.

### Blockbusters (2013-2015)

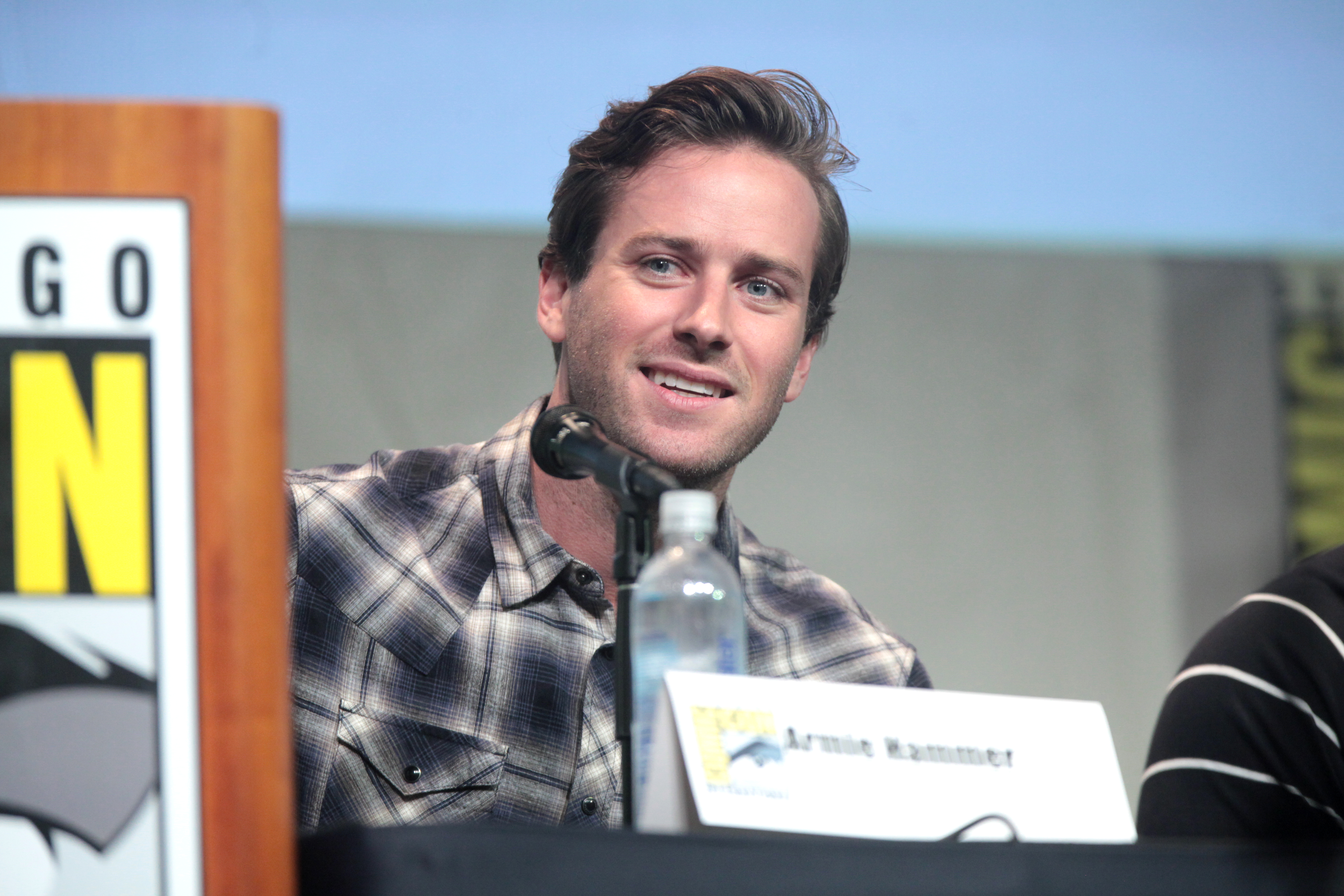
L'acteur pour la promotion de Agents très spéciaux : Code UNCLE au San Diego Comic-Con 2015.

En mai 2013, Armie Hammer envisage de réobtenir le rôle de Bruce Wayne pour la nouvelle adaptation de Batman prévue pour 2016, ainsi que celui de La Ligue des justiciers, après avoir été choisi initialement par George Miller pour incarner un chevalier noir paranoïaque dans le film avorté Justice League: Mortal. Mais la star confirmée Ben Affleck lui est finalement préférée dans ce rôle.
En août 2013, il tient le rôle de John Reid / The Lone Ranger, aux côtés de Johnny Depp, dans le western fantastique Lone Ranger : Naissance d'un héros de Gore Verbinski. Le film est un énorme échec critique et commercial, mettant fin au projet de franchise.
Durant l'été 2015, il partage l'affiche avec Henry Cavill pour une autre adaptation d'un vieux feuilleton, la comédie d'action et d'espionnage Agents très spéciaux : Code UNCLE (The Man from U.N.C.L.E.), de Guy Ritchie. Si les critiques sont bonnes dans l'ensemble, le box-office est décevant. Là encore, les projets de suites sont annulés.

### Cinéma indépendant et fin de carrière hollywoodienne (2016-2022)

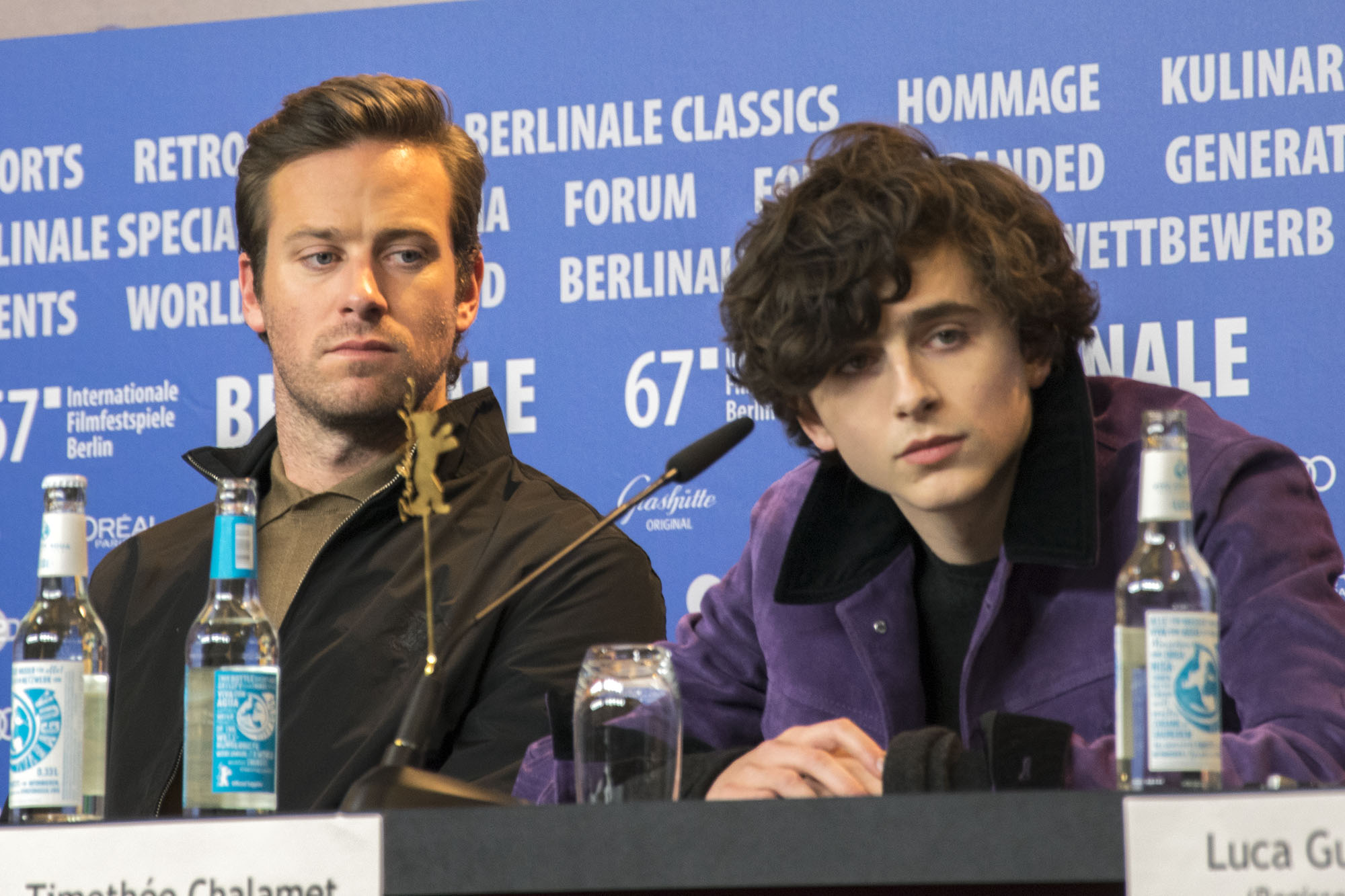
L'acteur aux côtés de Timothée Chalamet à la première de Call Me by Your Name à la Berlinale 2017.

Prenant ses distances avec les blockbusters, Armie Hammer passe à des rôles secondaires mais plus graves en jouant Samuel Turner dans The Birth of a Nation de Nate Parker et Walker Morrow dans Nocturnal Animals de Tom Ford.
Il retient surtout l'attention des critiques et est nommé pour le Golden Globe du meilleur acteur dans un second rôle 2018 pour son incarnation de l'Américain Oliver qui entretient une relation avec Elio joué par Timothée Chalamet dans Call Me by Your Name de Luca Guadagnino.
En 2018, Hammer est à l'affiche de la comédie indépendante Sorry to Bother You.
En 2019, il est la tête d'affiche du thriller horrifique Wounds de Babak Anvari. Le film est projeté à la Quinzaine des cinéastes au Festival de Cannes 2019.
En 2020, il retrouve Ben Wheatley pour la nouvelle adaptation de Rebecca, autrefois mis en scène par Alfred Hitchcock. Il donne la réplique à Lily James, qui incarne le rôle titre.
En 2022, il est au casting du deuxième opus sur Hercule Poirot qui est Mort sur le Nil de Kenneth Branagh. Il donne la réplique à ce dernier ainsi que Gal Gadot, Emma Mackey, Annette Bening, Rose Leslie et Russell Brand. Il s'agit de son dernier film tourné à Hollywood.

### Retour hors Hollywood (Depuis 2024)
Après avoir été banni de Hollywood à la suite des accusations de viol, Armie Hammer fait un discret retour au cinéma en tournant dans deux films indépendants à petits budgets. Le premier est un western intitulé Frontier Crucible où il donne la réplique à Thomas Jane et William H. Macy ; tandis que le second est un thriller intitulé The Dark Knight réalisé par Uwe Boll.

### Vie privée

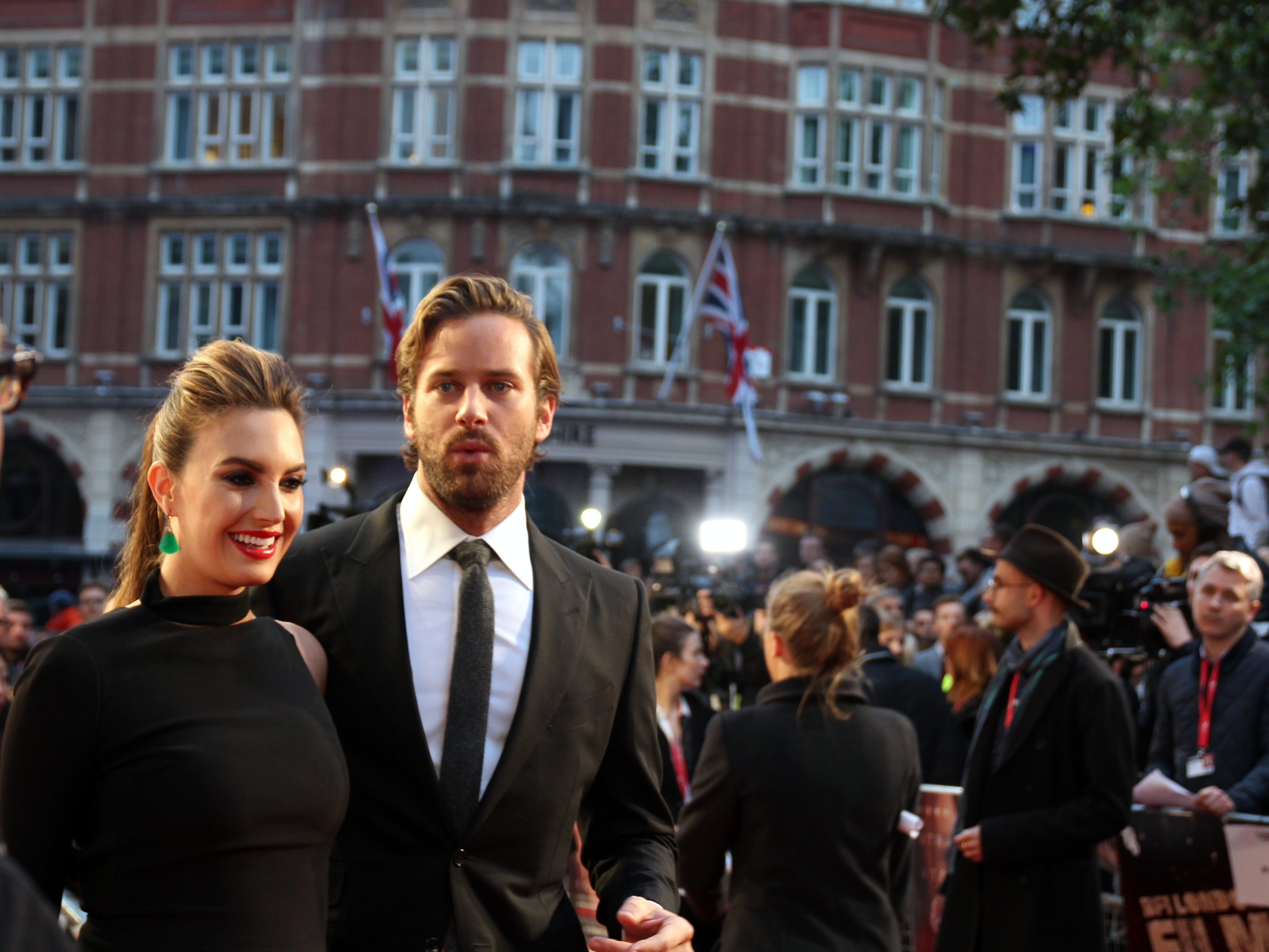
L'acteur avec sa compagne Elizabeth Chambers à Londres, en octobre 2016.

Armie Hammer a un jeune frère, Viktor. Le 22 mai 2010, il se marie avec la journaliste et présentatrice télé Elizabeth Chambers. Ensemble, ils ont deux enfants : une fille, Harper (née en 2014) et un garçon, Ford (né en 2017). Ils se séparent en 2020 après treize ans de relation, et divorcent en 2023[réf. nécessaire].

## Controverses et affaire judiciaire
En janvier 2021, des conversations écrites entre Armie Hammer et des femmes sont divulguées sur les réseaux sociaux. Armie Hammer y évoque des fantasmes à penchants cannibales, avec des détails crus et violents. L'acteur nie les accusations de cannibalisme et affirme que tous les actes et paroles intervenus durant ses liaisons reposaient sur un consentement mutuel. Mais la polémique enfle et son agence artistique fait le choix de se séparer de lui. L'acteur abandonne également des projets, notamment celui de Shotgun Wedding et d'une série sur Le Parrain.
En mars 2021, l'une des premières femmes à avoir dénoncé les propos d’Armie Hammer, en janvier précédent, accuse l'acteur de l'avoir séquestrée et violée en 2017. À la suite de ses accusations, une enquête judiciaire est ouverte.
Ces accusations ont pour conséquence son retrait de plusieurs projets de films ou séries. En décembre 2021, il est annoncé que des scènes supplémentaires sont tournées pour le film Next Goal Wins. Armie Hammer, qui avait déjà  tourné quelques scènes, est remplacé par Will Arnett. Le 31 mai 2023, le procureur du comté de Los Angeles annonce que les poursuites judiciaires contre Armie Hammer, intentées contre lui en 2021 et relatives à des accusations de viols, sont abandonnées en raison d'un manque de preuves.
Les accusations de cannibalisme et d'agressions sexuelles l'ont complètement écarté d'Hollywood, et le magazine Variety affirme que l'acteur travaille désormais pour un complexe hôtelier aux îles Caïmans.

## Filmographie

### Cinéma
- 2006 : Flicka de Mickael Mayer : l'homme parfait
- 2008 : Blackout de Rigoberto Castaneda : Tommy
- 2008 : Billy : The Early Years de Robby Benson : Billy Graham
- 2009 : Spring Breakdown de Ryan Shiraki : Abercrombie Boy
- 2009 : 2081 de Chandler Tuttle : Harrison Bergeron (court-métrage)
- 2009 : The Last Hurrah de Jonathan W. Stokes : un skateboarder
- 2010 : The Etiquette Ninjas de Zach Lewis et Jim Mahoney  (court métrage, vidéo)
- 2010 : The Social Network de David Fincher : Cameron et Tyler Winklevoss
- 2011 : J. Edgar de Clint Eastwood : Clyde Tolson
- 2012 : Blanche-Neige (Mirror, Mirror) de Tarsem Singh : Prince Andrew
- 2013 : Lone Ranger : Naissance d'un héros (The Lone Ranger) de Gore Verbinski : John Reid / The Lone Ranger
- 2015 : Entourage de Doug Ellin : lui-même
- 2015 : Agents très spéciaux : Code UNCLE (The Man from U.N.C.L.E.) de Guy Ritchie : Illya Kouriakine
- 2016 : Free Fire de Ben Wheatley : Ord
- 2016 : The Birth of a Nation de Nate Parker : Samuel Turner
- 2016 : Nocturnal Animals de Tom Ford : Walker Morrow
- 2016 : Mine de Fabio Guaglione et Fabio Resinaro : Mike Stevens
- 2017 : Alberto Giacometti, The Final Portrait (Final Portrait) de Stanley Tucci : James Lord
- 2017 : Call Me by Your Name de Luca Guadagnino : Oliver
- 2017 : Cars 3 de John Lasseter : Jackson Storm (voix)
- 2018 : Home Shopper de Dev Patel : Willie Bosket (court-métrage)
- 2018 : Sorry to Bother You de Boots Riley : Steve Lift
- 2018 : Une femme d'exception (On the Basis of Sex) de Mimi Leder : Marty Ginsburg
- 2018 : Attaque à Mumbai (Hotel Mumbai) de Anthony Maras : David
- 2019 : Wounds de Babak Anvari : Will
- 2020 : Query de Sophie Kargman : Jim (court-métrage)
- 2020 : Rebecca de Ben Wheatley : Maxim de Winter
- 2021 : Crisis de Nicholas Jarecki : Jake Kahane
- 2022 : Mort sur le Nil (Death on the Nile) de Kenneth Branagh : Simon Doyle

Prochainement
- 2025 : Frontier Crucible de Travis Mills
- 2025 : The Dark Knight d'Uwe Boll : Sanders

### Télévision
- 2005 : Arrested Development : un étudiant (saison 2, épisode 14)
- 2006 : Veronica Mars : Kurt (saison 3, épisode 3)
- 2007 : Desperate Housewives : Barrett (saison 4, épisode 8)
- 2009 : Gossip Girl : Gabriel Edwards (saison 2, épisodes 20 à 23)
- 2009 : Le Diable et moi (Reaper) : Morgan (saison 2, épisodes 4, 5, 7, 8 et 10)
- 2012 : Les Simpson : Cameron et Tyler Winklevoss (voix, saison 23, épisode 11)
- 2012 : American Dad! : agent de location de voiture (voix, saison 7, épisode 12)
- 2012 : Les Ours Coca-Cola, le film (The Polar Bears) de Bruce Carter, David Scott et John Stevenson : Zook (voix pour une publicité Coca-Cola)
- 2014 : Stan Lee's Mighty 7 (téléfilm) : Strong Arm (voix)
- 2020 : We Are Who We Are : un employé de la cafétéria (non crédité) (saison 1, épisode 6)

### Jeu vidéo
- 2013 : Disney Infinity : The Lone Ranger (voix)
- 2014 : Disney Infinity: Marvel Super Heroes : The Lone Ranger (voix)
- 2015 : Disney Infinity 3.0 : The Lone Ranger (voix)

## Distinctions

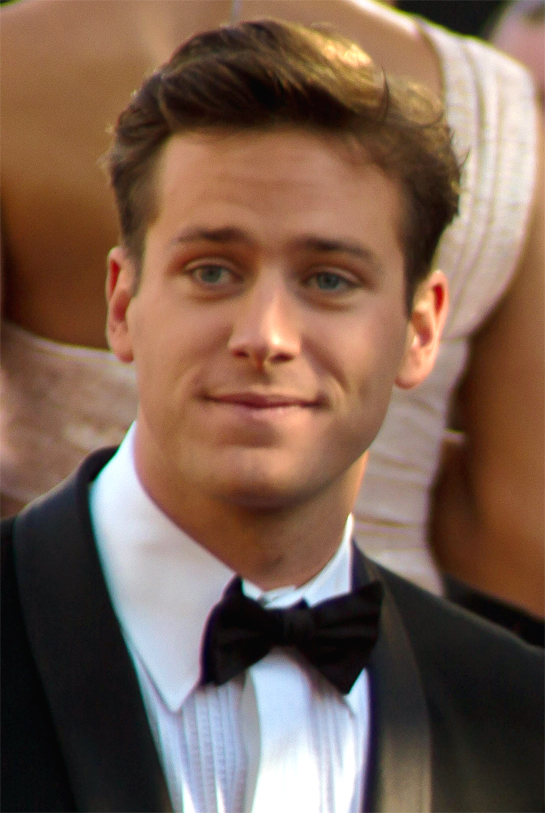
L'acteur aux Oscars 2011, pour The Social Network.

### Récompenses
- Phoenix Film Critics Society Awards 2010 : meilleure distribution pour The Social Network
- Hollywood Film Awards 2010 : distribution de l'année pour The Social Network
- Young Hollywood Awards 2011 : star masculine de demain
- Festival international du film de Palm Springs 2011 : Award de la meilleure distribution pour The Social Network
- CinemaCon Awards 2013 : star masculine de demain
- Toronto Film Critics Association Awards 2017 : meilleur acteur dans un second rôle pour Call Me by Your Name

## Voix françaises
| - Jérémy Prévost dans : - Le Diable et moi (série télévisée) - Gossip Girl (série télévisée) - Mine - Wounds - En pleine nature avec Bear Grylls (émission) - Thibaut Belfodil dans : - The Social Network - J. Edgar - Entourage - Agents très spéciaux : Code UNCLE - Mort sur le Nil | - Valentin Merlet dans : - Nocturnal Animals - Call Me by Your Name - Une femme d'exception - Attaque à Mumbai - Rebecca - Pierre Tessier dans : - Blanche-Neige - Lone Ranger : Naissance d'un héros - Mathieu Moreau dans : - The Birth of a Nation - Crisis |

Et aussi
- Pascal Nowak dans Veronica Mars (série télévisée)
- David Krüger dans Desperate Housewives (série télévisée)
- Jérôme Berthoud dans American Dad! (voix)
- Arnaud Arbessier dans Free Fire
- Nicolas Duvauchelle dans Cars 3 (voix)